# Proof (rapero)
DeShaun Dupree Holton (Detroit, Míchigan; 2 de octubre de 1973-11 de abril de 2006), más conocido como Proof, fue un MC estadounidense. Formó parte de la agrupación D12.
Proof comenzó con la idea de formar el grupo D12 con gente que conoció en la tienda de música Hip Hop Shop. Bizarre y Eminem fueron algunos de sus mejores amigos y en su honor Eminem se tatuó el mismo tatuaje que tenía Proof en el brazo derecho, y él se lo hizo en su brazo izquierdo.
Actuó en la película de Eminem 8 Millas como Lil' Tic, y en The Longest Yard, al igual que sus compañeros, como un convicto.

## Trabajo como solista
Proof lanzó un trabajo solista que contaba con las colaboraciones de Eminem, 50 Cent, Method Man, Nate Dogg, B-Real de Cypress Hill, T3 de Slum Village, Obie Trice, Royce Da 5'9" y de otros miembros de D12. El álbum se publicó bajo su propio sello, Iron Fist Records, en conjunción con IDN Distribution (de Alliance Entertainment).
Proof dijo que él no trabajó con Shady Records o Aftermath Entertainment porque deseaba “construir su propia firma discográfica”. Muchas de sus canciones pegadizas, como “Many Men”, se pueden ver en otras canciones de los raperos. El álbum, Searching for Jerry Garcia, fue lanzado el 9 de agosto de 2005 a través de su propio sello discográfico, Iron Fist.

## Fallecimiento
Proof murió a tiros en Detroit el 11 de abril de 2006, por una disputa que comenzó con una broma de un grupo de raperos desconocidos. Todo empezó cuando el grupo contrario mojó a Proof y este les respondió de mala manera, empezando una discusión. Proof sacó un arma y ellos supuestamente le dispararon, muriendo al llegar al hospital. La versión de los oficiales era que él comenzó el tiroteo, pero varios rumores se contradicen con ello.

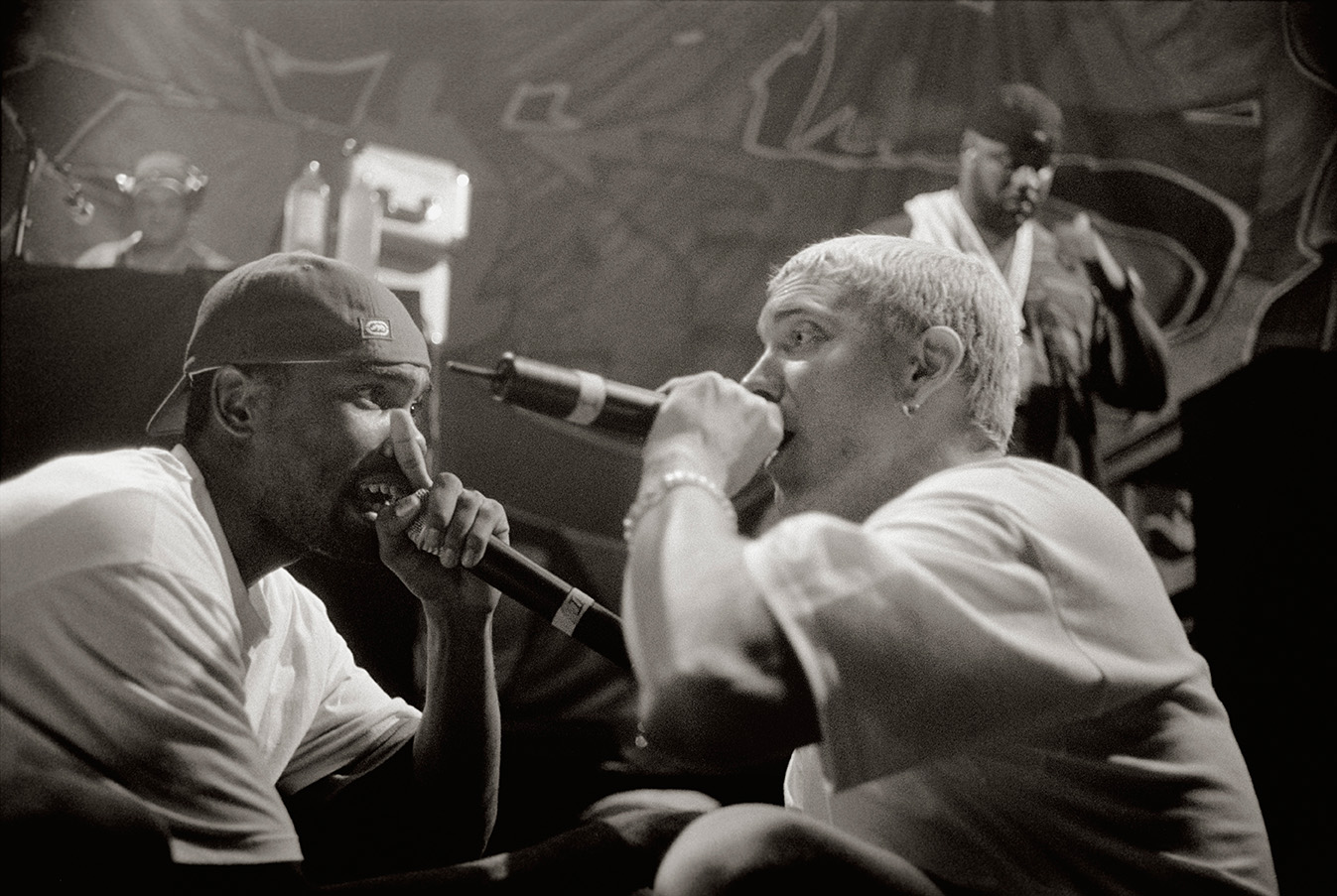
Proof y Eminem en Múnich, Alemania, en 1999

Eminem dijo acerca de la muerte de Proof: "Uno no sabe por dónde empezar cuando pierdes a alguien que ha sido una parte tan grande en tu vida por tanto tiempo como lo fue para mí. Proof y yo éramos hermanos. Él me empujó a ser lo que soy ahora. Sin la guía y el ánimo de Proof, podría haber habido un Marshall Mathers, pero probablemente no un Eminem y definitivamente no un Slim Shady. Su influencia y espíritu siempre estará alrededor de nosotros. Lo extrañaremos como amigo, padre y como el corazón y embajador del hip hop de Detroit".

## Discografía
- I Miss the Hip Hop Shop (2004)
- Searching for Jerry Garcia (2005)